# أليكساندر بولدوك
أليكساندر بولدوك هو لاعب هوكي جليد كندي، ولد في 26 يونيو 1985 في مونتريال في كندا.

## وصلات خارجية
- أليكساندر بولدوك على موقع دوري الهوكي الوطني (الإنجليزية)
- أليكساندر بولدوك على موقع EliteProspects.com (الإنجليزية)
- أليكساندر بولدوك على موقع HockeyDB.com (الإنجليزية)
- أليكساندر بولدوك على موقع Hockey-Reference.com (الإنجليزية)